# Luigi Villoresi
Luigi „Gigi“ Villoresi (* 16. Mai 1909 in Mailand; † 24. August 1997 ebenda) war ein italienischer Automobilrennfahrer.

## Karriere

### Engagement bei Maserati
Bereits vor dem Zweiten Weltkrieg war Luigi Villoresi über die Landesgrenzen seiner Heimat hinweg als erfolgreicher Rennfahrer von Monopostos und Sportwagen bekannt. Der rennbegeisterte Vater unterstützte die Karriere seiner Söhne – auch sein jüngerer Bruder Emilio war Rennfahrer. 1931 begann Villoresi mit dem Motorsport, 1937 erwarb er privat einen Maserati. 1938 nahm ihn das Werksteam von Maserati unter Vertrag. Luigi Villoresi entwickelte sich dort in den folgenden Jahren zum Spitzenfahrer und erreichte in der hubraumschwächeren Voiturette-Klasse viele Siege.
Nach dem Zweiten Weltkrieg setzte er seine sportliche Laufbahn zunächst bei Maserati fort. Mit dem Grand Prix de Nice im Frühjahr 1946 gewann er das überhaupt erste international besetzte Rennen der Nachkriegszeit. Mit zahlreichen weiteren Siegen bis 1949 war Villoresi einer der erfolgreichsten Fahrer dieser Epoche und errang auf Maserati 1946 und 1947 auch zweimal die italienische Meisterschaft. Es gelang ihm jedoch nie, einen der offiziellen Internationalen Grands Prix – die sogenannten Grandes Épreuves – zu gewinnen. In dieser Zeit entwickelte er zu dem aufstrebenden Nachwuchsfahrer Alberto Ascari eine enge Freundschaft, mit dem zusammen er 1949 zur Scuderia Ferrari wechselte.

### Mit Ascari bei Ferrari
Von der Automobil-Weltmeisterschaft 1950 bis zur Automobil-Weltmeisterschaft 1953 war Luigi Villoresi bei Ferrari unter Vertrag. Bereits in seiner zweiten Saison bewies er mit drei dritten Plätzen und einem vierten Rang Beständigkeit. Auch im folgenden Jahr belegte er mehrere dritte Plätze. Seine erfolgreichste Saison beschloss er 1953 mit 17 Weltmeisterschaftspunkten als Fünfter. In diesem Jahr erzielte er zweite Platzierungen bei den Grands Prix von Argentinien und Belgien und gewann die Mille Miglia.

### Wechsel zu Lancia
Obwohl Ascari 1953 vor Juan Manuel Fangio, der einen Maserati steuerte, Weltmeister geworden war, scheiterten die Vertragsverhandlungen zwischen ihm und Enzo Ferrari. Denn „Ciccio“ bestand auf der Weiterverpflichtung von Villoresi, der als guter zweiter Fahrer eine Vertragsverlängerung erwarten konnte. Da der Ferrari-Rennstall mit Giuseppe Farina und Mike Hawthorn aber über zwei weitere sehr gute Piloten verfügte und das Team sehr groß war, lehnte Enzo Ferrari die Bitte des jüngeren Ascari ab. Daraufhin unterschrieben Ascari und Villoresi aufgrund ihrer engen Freundschaft zusammen beim Formel-1-Debütanten Lancia, der zum Beginn der Saison 1954 jedoch noch kein fertiges Fahrzeug bereitstellte.
Aus diesem Grund fuhren beide Fahrer sporadisch Rennen mit einem Maserati, um an der Automobilweltmeisterschaft 1954 teilnehmen zu können. Die Saison wurde von Fangio und dem Mercedes-Team dominiert. Villoresi holte auf Maserati einen fünften Platz.

### 1955
Zwei Wochen vor dem Unfall beim 24-Stunden-Rennen von Le Mans war Alberto Ascari bei einer Testfahrt in Monza tödlich verunglückt. Villoresi war vom Tod seines Freundes schwer betroffen und erklärte ein Jahr später den Rücktritt vom Rennsport. Ebenso beendete Gianni Lancia die kurze Karriere des Lancia-Werksteams und verschenkte seine sechs Rennwagen samt Ersatzteilen an Ferrari.

## Trivia
Villoresi war 1950 zusammen mit seinem Fahrerkollegen Alberto Ascari maßgeblich daran beteiligt, dass Enzo Ferrari überredet werden konnte, dem Motorboot-Rennfahrer Achille Castoldi für sein Projekt Arno XI einen Motor aus dem Ferrari 375 F1 zu überlassen, mit dem Castoldi einen heute noch gültigen Weltrekord aufstellte.

## Statistik

### Grand-Prix-Ergebnisse vor 1950
| Saison | Team                 | Wagen            | 1     | 2 | 3   | 4   | Punkte | Position |
| ------ | -------------------- | ---------------- | ----- | - | --- | --- | ------ | -------- |
| 1938   | Officine A. Maserati | Maserati 8CTF    |       |   |     |     | 30     | 26.      |
| 1938   | Officine A. Maserati | Maserati 8CTF    | DNF   |   |     |     | 30     | 26.      |
| 1939   | Officine A. Maserati | Maserati 8CTF    |       |   |     |     | 30     | 28.      |
| 1939   | Officine A. Maserati | Maserati 8CTF    | DNF   |   |     |     | 30     | 28.      |
| 1947   | Scuderia Ambrosiana  | Maserati 4CL     |       |   |     |     |        |          |
| 1947   | Scuderia Ambrosiana  | Maserati 4CL     | 6     |   | DNF | DNF |        |          |
| 1948   | Scuderia Ambrosiana  |                  |       |   |     |     |        |          |
| 1948   | Scuderia Ambrosiana  | Maserati 4CLT    | 5     |   |     |     |        |          |
| 1948   | Scuderia Ambrosiana  | Maserati 4CLT/48 |       | 3 | 7   | 2   |        |          |
| 1949   |                      |                  | [ 4 ] |   |     |     |        |          |
| 1949   | Scuderia Ambrosiana  | Maserati 4CLT/48 | DNF   |   |     |     |        |          |
| 1949   | Scuderia Ferrari     | Ferrari 125 GPC  |       | 2 | 2   |     |        |          |
| 1949   | Scuderia Ferrari     | Ferrari 125 F1   |       |   |     | DNF |        |          |

| Legende  | Legende                                                                   | Legende                                                                   | Legende   |
| Farbe    | Bedeutung                                                                 | Bedeutung                                                                 | EM-Punkte |
| -------- | ------------------------------------------------------------------------- | ------------------------------------------------------------------------- | --------- |
| Gold     | Sieg                                                                      | Sieg                                                                      | 1         |
| Silber   | 2. Platz                                                                  | 2. Platz                                                                  | 2         |
| Bronze   | 3. Platz                                                                  | 3. Platz                                                                  | 3         |
| Grün     | Klassifiziert, mehr als 75% der Renndistanz zurückgelegt                  | Klassifiziert, mehr als 75% der Renndistanz zurückgelegt                  | 4         |
| Blau     | nicht punkteberechtigt, zwischen 50% und 75% der Renndistanz zurückgelegt | nicht punkteberechtigt, zwischen 50% und 75% der Renndistanz zurückgelegt | 5         |
| Violett  | nicht punkteberechtigt, zwischen 25% und 50% der Renndistanz zurückgelegt | nicht punkteberechtigt, zwischen 25% und 50% der Renndistanz zurückgelegt | 6         |
| Rot      | nicht punkteberechtigt, weniger als 25% der Renndistanz zurückgelegt      | nicht punkteberechtigt, weniger als 25% der Renndistanz zurückgelegt      | 7         |
| Farbe    | Abkürzung                                                                 | Bedeutung                                                                 | EM-Punkte |
| Schwarz  | DSQ                                                                       | disqualifiziert (disqualified)                                            | 8         |
| Weiß     | DNS                                                                       | nicht gestartet (did not start)                                           | 8         |
| Weiß     | DNA                                                                       | nicht erschienen (did not arrive)                                         | 8         |
| sonstige | P/fett                                                                    | Pole-Position                                                             | 8         |
| sonstige | SR/kursiv                                                                 | Schnellste Rennrunde                                                      | 8         |
| sonstige | DNF                                                                       | Rennen nicht beendet (did not finish)                                     | 8         |

### Statistik in der Automobil-Weltmeisterschaft

#### Gesamtübersicht
| Saison | Team                      | Chassis       | Motor            | Rennen | Siege | Zweiter | Dritter | Poles | schn. Rennrunden | Punkte  | WM-Pos. |
| ------ | ------------------------- | ------------- | ---------------- | ------ | ----- | ------- | ------- | ----- | ---------------- | ------- | ------- |
| 1950   | Scuderia Ferrari          | Ferrari 125F1 | Ferrari 1.5 V12s | 3      | −     | −       | −       | −     | −                | −       | NC      |
| 1951   | Scuderia Ferrari          | Ferrari 375F1 | Ferrari 4.5 V12  | 7      | −     | −       | 3       | −     | −                | 15 (18) | 5.      |
| 1952   | Scuderia Ferrari          | Ferrari 500   | Ferrari 2.0 L4   | 2      | −     | −       | 2       | −     | −                | 8       | 8.      |
| 1953   | Scuderia Ferrari          | Ferrari 500   | Ferrari 2.0 L4   | 8      | −     | 2       | 1       | −     | 1                | 17      | 5.      |
| 1954   | Officine Alfieri Maserati | Maserati 250F | Maserati 2.5 L6  | 3      | −     | −       | −       | −     | −                | 2       | 20.     |
| 1954   | Scuderia Lancia           | Lancia D50    | Lancia 2.5 V8    | 1      | −     | −       | −       | −     | −                | 2       | 20.     |
| 1955   | Scuderia Lancia           | Lancia D50    | Lancia 2.5 V8    | 2      | −     | −       | −       | −     | −                | 2       | 20.     |
| 1956   | Scuderia Centro Sud       | Maserati 250F | Maserati 2.5 L6  | 1      | −     | −       | −       | −     | −                | 2       | 22.     |
| 1956   | Luigi Piotti              | Maserati 250F | Maserati 2.5 L6  | 3      | −     | −       | −       | −     | −                | 2       | 22.     |
| 1956   | Officine Alfieri Maserati | Maserati 250F | Maserati 2.5 L6  | 1      | −     | −       | −       | −     | −                | 2       | 22.     |
| Gesamt | Gesamt                    | Gesamt        | Gesamt           | 31     | −     | 2       | 6       | −     | 1                | 46 (49) |         |

#### Einzelergebnisse
| Saison | 1   | 2   | 3   | 4   | 5   | 6   | 7   | 8   | 9 |
| ------ | --- | --- | --- | --- | --- | --- | --- | --- | - |
| 1950   |     |     |     |     |     |     |     |     |   |
|        | DNF |     | DNF | 6   | DNS |     |     |     |   |
| 1951   |     |     |     |     |     |     |     |     |   |
| DNF    |     | 3   | 3   | 3   | 4   | 4   | DNF |     |   |
| 1952   |     |     |     |     |     |     |     |     |   |
|        |     |     |     |     |     | 3   | 3   |     |   |
| 1953   |     |     |     |     |     |     |     |     |   |
| 2      |     | DNF | 2   | 6   | DNF | 8   | 6   | 3   |   |
| 1954   |     |     |     |     |     |     |     |     |   |
|        |     |     | 5   | DNF | DNS |     | DNF | DNF |   |
| 1955   |     |     |     |     |     |     |     |     |   |
| DNF    | 5   |     | DNA |     |     | DNS |     |     |   |
| 1956   |     |     |     |     |     |     |     |     |   |
|        |     |     | 5   | DNF | 6   | DNF | DNF |     |   |

| Legende  | Legende            | Legende                                                          |
| Farbe    | Abkürzung          | Bedeutung                                                        |
| -------- | ------------------ | ---------------------------------------------------------------- |
| Gold     | –                  | Sieg                                                             |
| Silber   | –                  | 2. Platz                                                         |
| Bronze   | –                  | 3. Platz                                                         |
| Grün     | –                  | Platzierung in den Punkten                                       |
| Blau     | –                  | Klassifiziert außerhalb der Punkteränge                          |
| Violett  | DNF                | Rennen nicht beendet (did not finish)                            |
| Violett  | NC                 | nicht klassifiziert (not classified)                             |
| Rot      | DNQ                | nicht qualifiziert (did not qualify)                             |
| Rot      | DNPQ               | in Vorqualifikation gescheitert (did not pre-qualify)            |
| Schwarz  | DSQ                | disqualifiziert (disqualified)                                   |
| Weiß     | DNS                | nicht am Start (did not start)                                   |
| Weiß     | WD                 | zurückgezogen (withdrawn)                                        |
| Hellblau | PO                 | nur am Training teilgenommen (practiced only)                    |
| Hellblau | TD                 | Freitags-Testfahrer (test driver)                                |
| ohne     | DNP                | nicht am Training teilgenommen (did not practice)                |
| ohne     | INJ                | verletzt oder krank (injured)                                    |
| ohne     | EX                 | ausgeschlossen (excluded)                                        |
| ohne     | DNA                | nicht erschienen (did not arrive)                                |
| ohne     | C                  | Rennen abgesagt (cancelled)                                      |
| ohne     | keine WM-Teilnahme |                                                                  |
| sonstige | P/fett             | Pole-Position                                                    |
| sonstige | 1/2/3/4/5/6/7/8    | Punktplatzierung im Sprint-/Qualifikationsrennen                 |
| sonstige | SR/kursiv          | Schnellste Rennrunde                                             |
| sonstige | *                  | nicht im Ziel, aufgrund der zurückgelegten Distanz aber gewertet |
| sonstige | ()                 | Streichresultate                                                 |
| sonstige | unterstrichen      | Führender in der Gesamtwertung                                   |

### Le-Mans-Ergebnisse
| Jahr | Team             | Fahrzeug                             | Teamkollege    | Platzierung | Ausfallgrund     |
| ---- | ---------------- | ------------------------------------ | -------------- | ----------- | ---------------- |
| 1952 | Scuderia Ferrari | Ferrari 250S Berlinetta Vignale      | Alberto Ascari | Ausfall     | Kupplungsschaden |
| 1953 | Scuderia Ferrari | Ferrari 340MM Berlinetta Pininfarina | Alberto Ascari | Ausfall     | Kupplungsschaden |

### Sebring-Ergebnisse
| Jahr | Team            | Fahrzeug   | Teamkollege    | Platzierung | Ausfallgrund |
| ---- | --------------- | ---------- | -------------- | ----------- | ------------ |
| 1954 | Scuderia Lancia | Lancia D24 | Alberto Ascari | Ausfall     | Bremsen      |

### Einzelergebnisse in der Sportwagen-Weltmeisterschaft
| Saison | Team                       | Rennwagen                   | 1   | 2   | 3   | 4   | 5   | 6   | 7   |
| ------ | -------------------------- | --------------------------- | --- | --- | --- | --- | --- | --- | --- |
| 1953   | Scuderia Ferrari           | Ferrari 340MM Ferrari 375MM | SEB | MIM | LEM | SPA | NÜR | RTT | CAP |
| 1953   | Scuderia Ferrari           | Ferrari 340MM Ferrari 375MM |     | DNF | DNF | DNF |     |     |     |
| 1954   | Lancia                     | Lancia D24 Lancia D25       | BUA | SEB | MIM | LEM | RTT | CAP |     |
| 1954   | Lancia                     | Lancia D24 Lancia D25       |     | DNF |     |     | DNF |     |     |
| 1955   | Maserati                   | Fiat 600 Maserati 300S      | BUA | SEB | MIM | LEM | RTT | TAR |     |
| 1955   | Maserati                   | Fiat 600 Maserati 300S      |     |     | 273 |     |     | DNF |     |
| 1956   | Monte Carlo Sport Maserati | Osca MT4 Maserati 300S      | BUA | SEB | MIM | NÜR | KRI |     |     |
| 1956   | Monte Carlo Sport Maserati | Osca MT4 Maserati 300S      |     |     | DNF | DNF | DNF |     |     |